# Surdini Gal
Surdini Gal (en llatí Surdinius Gallus) era un romà molt ric del temps de l'emperador Claudi.
Quan l'any 46 Claudi va eliminar alguns membres del senat perquè no tenien prou mitjans per portar amb dignitat el seu rang, Gal estava a punt de marxar a Cartago, però Claudi el va cridar i el va aturar, dient-li que l'hauria de lligar amb cadenes d'or, i degut a la seva riquesa el va nomenar senador.